# Крістофер Да Граса
Крістофер Да Граса (швед. Kristopher Da Graca, нар. 16 січня 1998, Гетеборг, Швеція) — шведський футболіст вердійського походження, центральний захисник нідерландського клубу «ВВВ-Венло» та національної збірної Швеції.

## Клубна кар'єра
Крістофер Да Граса народився у місті Гетеборг. Починав займатися футболом у в академії місцевого клубу «Геккен. »З 2013 року він проходив стажування у молодіжній команді лондонського «Арсеналу». Але повернувся до Швеції, де у 2017 році підписав контракт з клубом Аллсвенскан «Гетеборг». У серпні того року Да Граса дебютував в основі команди у чемпіонаті Швеції.
У січні 2021 року футболіст уклав контракт до літа 2023 з нідерландським клубом «ВВВ-Венло».

## Збірна
Маючи вердійське коріння Крістофер Да Граса обрав збірну Швеції. З 2013 року він виступав за юнацькі збірні цієї країни. У січні 2020 року у товариському поєдинку проти команди Косова Да Граса дебютував у національній збірній Швеції.

## Досягнення
Гетеборг
 Переможець Кубка Швеції: 2019/20
ГІК
 Чемпіон Фінляндії: 2023
КуПС
 Чемпіон Фінляндії: 2024
 Переможець Кубка Фінляндії: 2024